# Бедные родственники
«Бе́дные ро́дственники» — российско-французская кинокомедия 2005 года режиссёра Павла Лунгина.
На «Кинотавре» в 2005 году фильм получил Главный приз.

## Сюжет
В маленькие провинциальные города на территории СССР предприниматель Эдик Летов привозит иностранцев, выходцев из Союза, которые ищут своих родственников. Он выдаёт за родственников совершенно случайных людей, а иногда из других населённых пунктов.
На этот[какой?] раз группа приезжает в городок Голотвин, который на время визита городской голова за определённую сумму денег соглашается переименовать в Голутвин.

## В ролях
- Константин Хабенский — Эдик Летов
- Наталия Коляканова — Регина
- Леонид Каневский — Барух
- Эстер Горентен — Эстер
- Отто Таусиг — Сэмуил
- Грегуар Лепренс-Ренге — Марк Ив
- Миглен Мирчев — Эндрю
- Сергей Гармаш — Яша, алкаш
- Марина Голуб — Белла
- Даниил Спиваковский — Гриша Цаусаки
- Александр Ильин — глава города
- Пётр Солдатов — дед Грицына
- Елена Галибина — мать Алёны
- Евгения Дмитриева — Ольга
- Константин Воробьёв — Миша
- Михаил Парыгин — Мирослав
- Марианна Шульц — Нина
- Владимир Сальников — Ковшиков

## Съёмочная группа
- Автор сценария: Геннадий Островский
- Режиссёр-постановщик: Павел Лунгин
- Оператор-постановщик: Михаил Кричман
- Художник-постановщик: Сергей Бржестовский
- Композиторы: Мишель Арбатц, Рош Аве, Юваль Мисенмашер
- Саундтрек: «После 11»
- Художник по костюмам: Анна Бартули
- Звукорежиссёр: Ален Курвелье
- Продюсеры: Катрин Дрюссар, Павел Лунгин, Ольга Васильева

## Награды и номинации
| Год  | Премия                    | Категория                                                | Лауреаты и номинанты  | Результаты |
| ---- | ------------------------- | -------------------------------------------------------- | --------------------- | ---------- |
| 2005 | «Кинотавр»                | Главный приз основного конкурса                          | «Бедные родственники» | Победа     |
| 2005 | «Кинотавр»                | Приз имени Григория Горина «За лучший сценарий»          | Геннадий Островский   | Победа     |
| 2005 | «Кинотавр»                | Специальное упоминание                                   | Эстер Горентен        | Победа     |
| 2005 | «Кинотавр»                | Лучшая мужская роль                                      | Константин Хабенский  | Победа     |
| 2005 | «Кинотавр»                | Приз губернатора Кубани                                  | «Бедные родственники» | Победа     |
| 2005 | «Белый слон»              | Лучший актёр второго плана                               | Сергей Гармаш         | Победа     |
| 2006 | Кинопремия «Золотой овен» |                                                          |                       |            |
| 2006 | Кинопремия «Золотой овен» | Лучшая мужская роль                                      | Константин Хабенский  | Номинация  |
| 2006 | Кинопремия «Золотой овен» | Лучшая мужская роль по результатам народного голосования | Константин Хабенский  | Победа     |
| 2006 | Кинопремия «Золотой овен» | Лучший сценарий                                          | Геннадий Островский   | Номинация  |
| 2006 | Кинопремия «Ника»         | Премия «Ника» за лучшую мужскую роль второго плана       | Сергей Гармаш         | Номинация  |